# Bugatti Type 18
Der Bugatti Type 18 ist ein Sportwagen. Hersteller war Bugatti aus dem Elsass, das damals zum Deutschen Reich gehörte.

## Beschreibung
Ettore Bugatti hatte bei Deutz Fahrzeuge mit großvolumigen Motoren hergestellt, produzierte in seinem eigenen Unternehmen dagegen sportliche Wagen mit kleinen Motoren. Die Ursprünge des Type 18 sind nicht eindeutig. Möglicherweise geht er auf eine Entwicklung bei Deutz von 1908 zurück. Es gibt auch einen Hinweis darauf, dass 1909 ein Prototyp entstand, der ein Fahrgestell von Deutz hatte.
Im Juni 1910 nahm ein Bugatti mit einem Motor, wie er später im Type 18 verwendet wurde, an der Prinz-Heinrich-Fahrt teil. Die Serienfertigung lief je nach Quelle von 1911 bis 1914 oder von 1912 bis 1914.
Die Fahrzeuge hatten einen Vierzylindermotor. Gewöhnlich betrug die Bohrung 100 mm, der Hub 160 mm und der Hubraum 5027 cm³. Bei einem Motor war der Hub auf 180 mm verlängert worden, was 5655 cm³ Hubraum ergab. Ein weiterer Motor hatte einen um 10 mm gekürzten Hub, also 150 mm; als Hubraum waren 4170 cm³ angegeben. Allerdings passt das rechnerisch nicht, denn 100 mm Bohrung × 150 mm Hub ergeben 4712 cm³ Hubraum. Möglicherweise ist es ein Zahlendreher beim Hubraum in der Quelle. Alternativ könnte zusätzlich die Bohrung auf 94 mm reduziert worden sein, denn das würde 4164 cm³ Hubraum ergeben. Die Motoren hatten zwei Einlassventile und ein Auslassventil je Zylinder.
In Deutschland war das Fahrzeug als 19/100 PS bekannt. Das bedeutete 19 Steuer-PS und 100 PS Motorleistung.
Der Motor war vorn im Fahrgestell eingebaut. Er trieb gewöhnlich über eine Kette die Hinterachse an. Lediglich das Einzelstück mit dem größeren Motor hatte Kardanantrieb.
Das Fahrgestell hatte 254 cm Radstand und 125 cm Spurweite. Als Leergewicht gibt eine Quelle 1200 kg an.
Laut einer Quelle entstanden insgesamt sieben Fahrzeuge, von denen zwei noch existieren. Allerdings gibt es einen Hinweis auf ein drittes Fahrzeug. Eine weitere Quelle bestätigt sieben Fahrzeuge. Eine andere Quelle nennt dagegen nur sechs, die die Fahrgestellnummern 471, 472, 473, 474, 714 und 715 hatten.

## Technische Daten
| Bugatti Type 18       | Daten                                                                        |
| --------------------- | ---------------------------------------------------------------------------- |
| Bauzeit               | 1911–1914 oder 1912–1914                                                     |
| Gebaute Stückzahl     | 6 oder 7                                                                     |
| Motor                 | 4-Zylinder-Reihenmotor, 3 Ventile/Zylinder, obenliegende Nockenwelle         |
| Bohrung × Hub         | 100 × 160 mm (ein Einzelstück mit 100 × 180 mm und ein weiteres Einzelstück) |
| Hubraum               | 5026 cm³ (ein Einzelstück mit 5655 cm³ und ein weiteres Einzelstück)         |
| Kompressor            | nein                                                                         |
| Vergaser              | 1 oder 2 Zenith                                                              |
| Leistung              | 100 PS                                                                       |
| Vorwärtsgänge         | 4                                                                            |
| Antrieb               | Kette (ein Einzelstück Kardan)                                               |
| Vordere Radaufhängung | Starrachse, doppelte halbelliptische Federn                                  |
| Hintere Radaufhängung | Starrachse, viertelelliptische Federn                                        |
| Bremsen               | Seilzugtrommelbremsen                                                        |
| Radstand              | 2,54 m                                                                       |
| Spurweite             | 1,25 m                                                                       |
| Reifengröße           | 880 × 120                                                                    |
| Gewicht               | 1200 kg                                                                      |

## Einzelne Fahrzeuge

### Fahrgestellnummer 471
Das Fahrzeug mit der Fahrgestellnummer 471 wurde am 30. November 1998 durch Christie’s in London versteigert. Der erzielte Preis betrug 342.500 Pfund. Das Fahrzeug stammt von 1912 und trägt das britische Kennzeichen AM 2678. Ettore fuhr damit 1912 ein Rennen auf einer Rennstrecke bei Le Mans sowie beim Bergrennen am Mont Ventoux, wo er einen Klassensieg erzielte und Gesamtvierter wurde. 1914 wurde das Fahrzeug an einen Herzog in Bayern verkauft. In den 1920er Jahren wechselte das Fahrzeug zum Schweizer Bruno Martinelli. Nach seinem Tod 1936 ging es an Colonel Giles und später an C. W. P. Hampton. Eine andere Quelle gibt zusätzlich an, dass Georges Dillon-Cavanagh, seines Zeichens Bugatti-Vertreter in Paris, das Fahrzeug in Le Mans steuerte und das Rennen gewann; und nennt den Herzog Ludwig Wilhelm in Bayern.
Am 26. September 2009 bot Bonhams das Fahrzeug auf einer Auktion an, diesmal als Type 16 bezeichnet. Der Schätzpreis lautete auf 1.800.000 bis 2.400.000 Euro. Ein Verkauf ist nicht überliefert.

### Fahrgestellnummer 472
Das Fahrzeug mit der Fahrgestellnummer 472 wurde als Neuwagen nach Paris ausgeliefert.

### Fahrgestellnummer 473
Das Fahrzeug mit der Fahrgestellnummer 473 erwarb Alfred Hielle von Hielle & Dittrich, ein Freund von Ettore Bugatti aus Schönlinde.

### Fahrgestellnummer 474

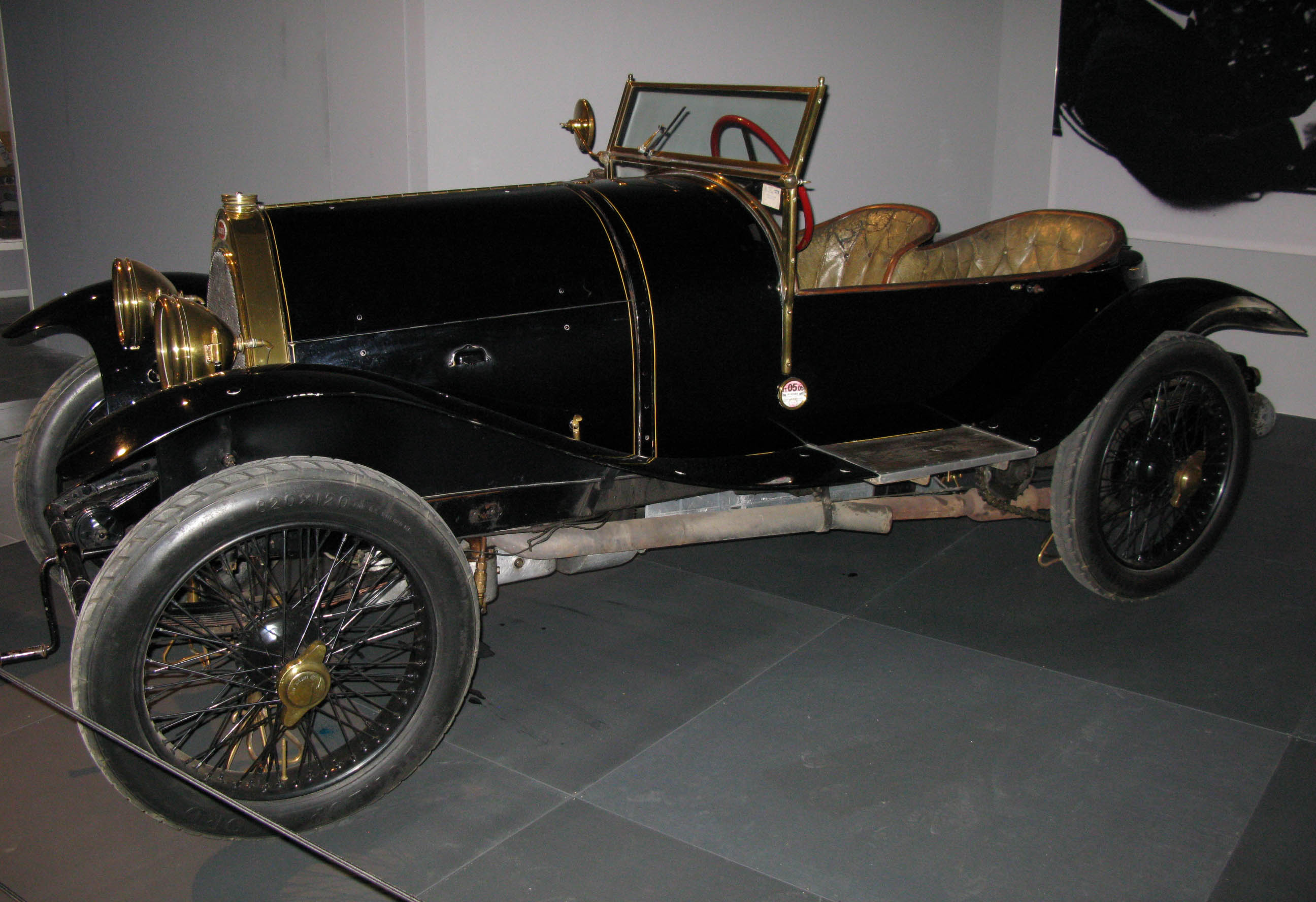
Bugatti Type 18, Chassis Nr. 474 (1913). Erstbesitzer war Roland Garros; wegen der schwarzen Lackierung erhielt das Auto den Beinamen Black Bess. Die Karosserie wurde bei Carrosserie Labourdette maßgefertigt.

Dieses Fahrzeug wurde am 18. September 1913 an den Piloten Roland Garros ausgeliefert. Während des Ersten Weltkriegs wurde es an Edmond Audemars verliehen. Später besaß Louis Coatalen von Sunbeam das Fahrzeug und danach die britische Rennfahrerin Ivy Cummings. 1925 kaufte der Student L. H. Preston aus Oxford das Fahrzeug. 1926 wechselte es in den Besitz des Schauspielers James Robertson Justice. Im Mai 1935 kaufte G. M. Giles das Fahrzeug. 1938 übernahm Rodney Clarke das Fahrzeug. Im April 1948 erwarb es der Sammler Peter Hampton. 1988 war der nächste Besitzerwechsel. Am 7. Februar 2009 versteigerte es Bonhams für 2.427.500 Euro. Es trägt das britische Kennzeichen XN 1331. Es ist im Louwman Museum in Den Haag ausgestellt.

### Fahrgestellnummer 714
Die Nummer ist belegt. Weitere Daten liegen nicht vor.

### Fahrgestellnummer 715

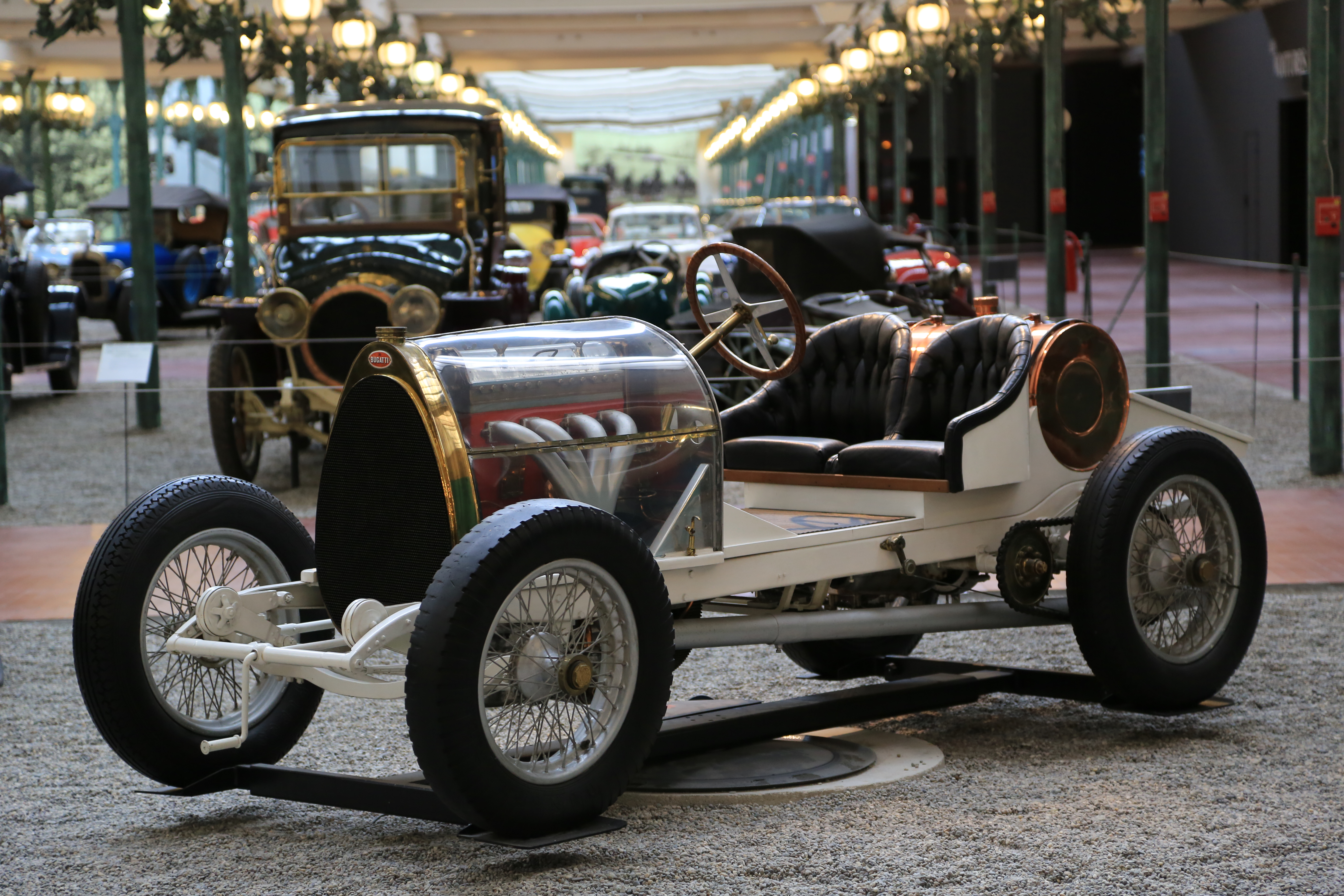
Fahrzeug in der Cité de l’Automobile (die Motorhaube ist für Anschauungszwecke durchsichtig)

Dieses Fahrzeug war bis in die 1960er Jahre in der Bugatti-Familie, bis es die Brüder Fritz und Hans Schlumpf kauften. Es befindet sich in der Cité de l’Automobile in Mülhausen.

### Fahrzeug für Indianapolis
Das Fahrzeug mit dem größeren Motor wurde am 30. Mai 1914 beim Rennen Indianapolis 500 des Jahres 1914 eingesetzt. Fahrer war Ernest Friederich. Das Fahrzeug fiel aus. Nach dem Rennen erhielt es eine Karosserie als Coupé mit zwei Sitzen, Kotflügeln und Scheinwerfern und war als Straßenfahrzeug zugelassen.

## Type 16?
Gelegentlich findet sich die Angabe Type 16 für einige der Fahrzeuge. Eine Quelle gibt an, dass Type 16 nur den Motor bezeichnet.